# Premier League Crimea

## Início
O Campeonato Crimeano de Futebol começou no período da União Soviética em 1939 e durou até 1991 quando a União Soviética se desmembrou é a região passou a ser da Ucrânia é o campeonato continuou a ser realizado em 1992 até 2013 quando a região foi anexada a Russia é o campeonato local passou a ser administrado pela Rússia a partir de 2014 
O primeiro campeonato de futebol da Crimeia teve início em 22 de agosto de 2015, com clubes da região anexada pela Rússia em março de 2014, que não tiveram autorização da UEFA de participar da competição no país, A largada da competição, que conta com oito times, a partida de estreia foi entre SKCHF Sevastopol e TSK Simferopol, duas equipes que participavam até pouco tempo da primeira divisão do Campeonato Ucraniano, em 2 a 2. 
O primeiro a balançar as redes na competição foi o meia Yevhen Prokopenko, nascido na cidade de Bakhchysarai Raion, uma das 25 regiões disputadas entre os governos de Rússia e Ucrânia na Crimeia.
Ainda disputam o torneio mais seis clubes: Bakhchisaray, Berkut Evpatoria, Kafa, Ocean Kerch, Rubin Yalta e Yevpatoriya. Para sair do papel, o campeonato conta com ajuda financeira do Ministério dos Esportes da Rússia e da UEFA. 
As autoridades locais esperam que, na próxima temporada, o campeão local consiga uma vaga em competições continentais.
Inicialmente, a Rússia incluiu, justamente, Tavria Simferopol e Sevastopol no campeonato do país, mas foi obrigado a excluir ambos devido à oposição da UEFA, provocada após questionamento da Ucrânia. Times da região foram inscritos na Copa da Rússia, o que fez com que dirigentes e atletas ucranianos entrassem com pedido de mudança da sede da Copa do Mundo de 2018.

## Equipes participantes
| Equipe                | Cidade       |
| --------------------- | ------------ |
| Bakhchisaray          | Bakhchisaray |
| Berkut Evpatoria      | Armyansk     |
| Kafa                  | Teodósia     |
| Ocean Kerch           | Kerch        |
| Rubin Yalta           | Yalta        |
| SKChF Sevastopol      | Sevastopol   |
| TSK-Tavria Simferopol | Simferopol   |
| Yevpatoriya           | Eupatória    |

## Campeões

### Período Soviético
| - 1939: Dynamo Simferopol - 1940: Dynamo Simferopol - 1941 a 1944 não realizado - 1945: ODL Simferopol - 1946: ODL Simferopol - 1947: Dynamo Simferopol - 1948: Hammer Yevpatoria - 1949: Metallurg Kerch - 1950: Metallurg Kerch - 1951: Hammer Yevpatoria - 1952: ODL Simferopol - 1953: Boom Yevpatoria - 1954: Metallurg Kerch - 1955: Hammer Yevpatoria - 1956: Metallurg Kerch - 1957: Petrel Simferopol - 1958: GDO Simferopol | - 1959: Spartacus Simferopol - 1960: Metallurg Kerch - 1961: Vanguard Kerch - 1962: Metallurg Kerch - 1963: Vanguard Sevastopol - 1964: Metalist Sevastopol - 1965: Vanguard Kerch - 1966: Metalist Sevastopol - 1967: Hammer Yevpatoria - 1968: Vanguard Simferopol - 1969: Koktebel Shebetovka - 1970: Koktebel Shebetovka - 1971: Vanguard Simferopol - 1972: Vanguard Simferopol - 1973: Vanguard Simferopol - 1974: Vanguard Simferopol - 1975: Tytan Armyansk | - 1976: Tytan Armyansk - 1977: Tytan Armyansk - 1978: Tytan Armyansk - 1979: Tytan Armyansk - 1980: Tytan Armyansk - 1981: Tytan Armyansk - 1982: Metalist Sevastopol - 1983: Vanguard Dzhankoy - 1984: Vanguard Dzhankoy - 1985: Tytan Armyansk - 1986: Tytan Armyansk - 1987: Vanguard Dzhankoy - 1988: Tytan Armyansk - 1989: Frunze Saki - 1990: Tytan Armyansk - 1991: Synthesis Armyansk |